# Giorgio Chiellini
Giorgio Chiellini (Pisa, 14 de agosto de 1984) é um ex-futebolista italiano que atuava como zagueiro ou lateral-esquerdo.
Chiellini foi nomeado no time do ano do Campeonato Italiano cinco vezes: em 2012–13, 2014–15, 2015–16, 2017–18 e 2018–19 e foi premiado com o melhor defensor do campeonato três vezes: em 2008, 2009 e 2010. Foi o jogador de maior nota no Campeonato Europeu de Futebol de 2020 pela revista alemã Kicker. E o jogador do Campeonato Italiano com a maior nota da Década de 2010 de acordo com o site whoscored.
Chiellini também é mestre em administração de empresas pela Universidade de Turim.

## Clubes
Fã de Kobe Bryant, Chiellini preferia acompanhar basquete quando começou sua carreira no futebol aos treze anos, no Livorno. Como lateral-esquerdo, passou dois anos no time antes de assinar contrato com a Juventus em 2004, mas na mesma hora fez acordo com a Fiorentina, que comprou metade de seu passe, onde jogou a temporada 2004–05.
A Juventus o contratou em definitivo no início da temporada 2005–06. Passou a atuar como  zagueiro pelo treinador Didier Deschamps.
Via Twitter, anunciou sua ida para o Los Angeles FC.

## Seleção nacional
Estreou pela Seleção Italiana principal em 8 de março de 2005 em partida amistosa contra a Sérvia e Montenegro. Durante a partida contra a Uruguai pelo Grupo D da Copa do Mundo de 2014 sofreu uma mordida de Luis Suárez. O árbitro da partida Marco Rodríguez não viu o lance e não relatou na súmula. No entanto, com base nas imagens da partida, a FIFA suspendeu Suárez por quatro meses. Chiellini opinou que a punição foi excessiva e confessou que exagerou na reação a mordida. Em 13 de novembro de 2017, após empate com a Suécia, deixando a Itália fora da Copa de 2018, anunciou sua aposentadoria da seleção. Em agosto de 2020 ele é convocado novamente para a seleção, depois de mais de um ano de ausência. Chiellini foi um dos 26 convocados pelo técnico Roberto Mancini para a disputa da Eurocopa 2020. Em 1 de junho de 2022, ele se despediu da seleção italiana na Copa dos Campeões CONMEBOL–UEFA de 2022 contra a Argentina, onde foram derrotados por 3x0 pelo país sul-americano.

## Seleção
|    | Data                   | Local            | Adversário         | Placar | Resultado | Competição                     |
| -- | ---------------------- | ---------------- | ------------------ | ------ | --------- | ------------------------------ |
| 1. | 21 de novembro de 2007 | Modena, Itália   | Ilhas Faroé        | 3–0    | 3–1       | Elim. Euro 2008                |
| 2. | 18 de novembro de 2009 | Cesena, Itália   | Suécia             | 1–0    | 1–0       | Amistoso                       |
| 3. | 22 de junho de 2013    | Salvador, Brasil | Brasil             | 2–3    | 2–4       | Copa das Confederações de 2013 |
| 4. | 10 de setembro de 2013 | Turim, Itália    | Tchéquia           | 1–1    | 2–1       | Elim. Copa do Mundo 2014       |
| 5. | 10 de outubro de 2014  | Palermo, Itália  | Azerbaijão         | 1–0    | 2–1       | Elim. Euro 2016                |
| 6. | 10 de outubro de 2014  | Palermo, Itália  | Azerbaijão         | 2–0    | 2–1       | Elim. Euro 2016                |
| 7. | 27 de junho de 2016    | Paris, França    | Espanha            | 1–0    | 2–0       | Eurocopa de 2016               |
| 8. | 6 de outubro de 2017   | Turim, Itália    | Macedônia do Norte | 1–0    | 1–1       | Elim. Copa do Mundo 2018       |

## Títulos
Juventus
- Serie A: 2011–12, 2012–13, 2013–14, 2014–15, 2015–16, 2016–17, 2017–18, 2018–19, 2019–20[12]
- Serie B: 2006–07
- Coppa Italia: 2014–15, 2015–16, 2016–17, 2017–18, 2020–21[13]
- Supercopa da Itália: 2012, 2013, 2018, 2020

Los Angeles FC
- MLS Supporters' Shield: 2022
- MLS Cup: 2022

Seleção Italiana
- Eurocopa: 2020

### Prêmios individuais
- Melhor equipe da Serie A: 2012–13, 2014–15, 2015–16, 2017–18, 2018–19
- 50º melhor jogador do ano de 2012 (The Guardian)[14]
- 66º melhor jogador do ano de 2016 (The Guardian)[15]
- 71º melhor jogador do ano de 2016 (Marca)[16]
- IFFHS ALL TIME DREAM TEAMS ITALY (Time C)[17]